# Kostel na Temppeliaukio

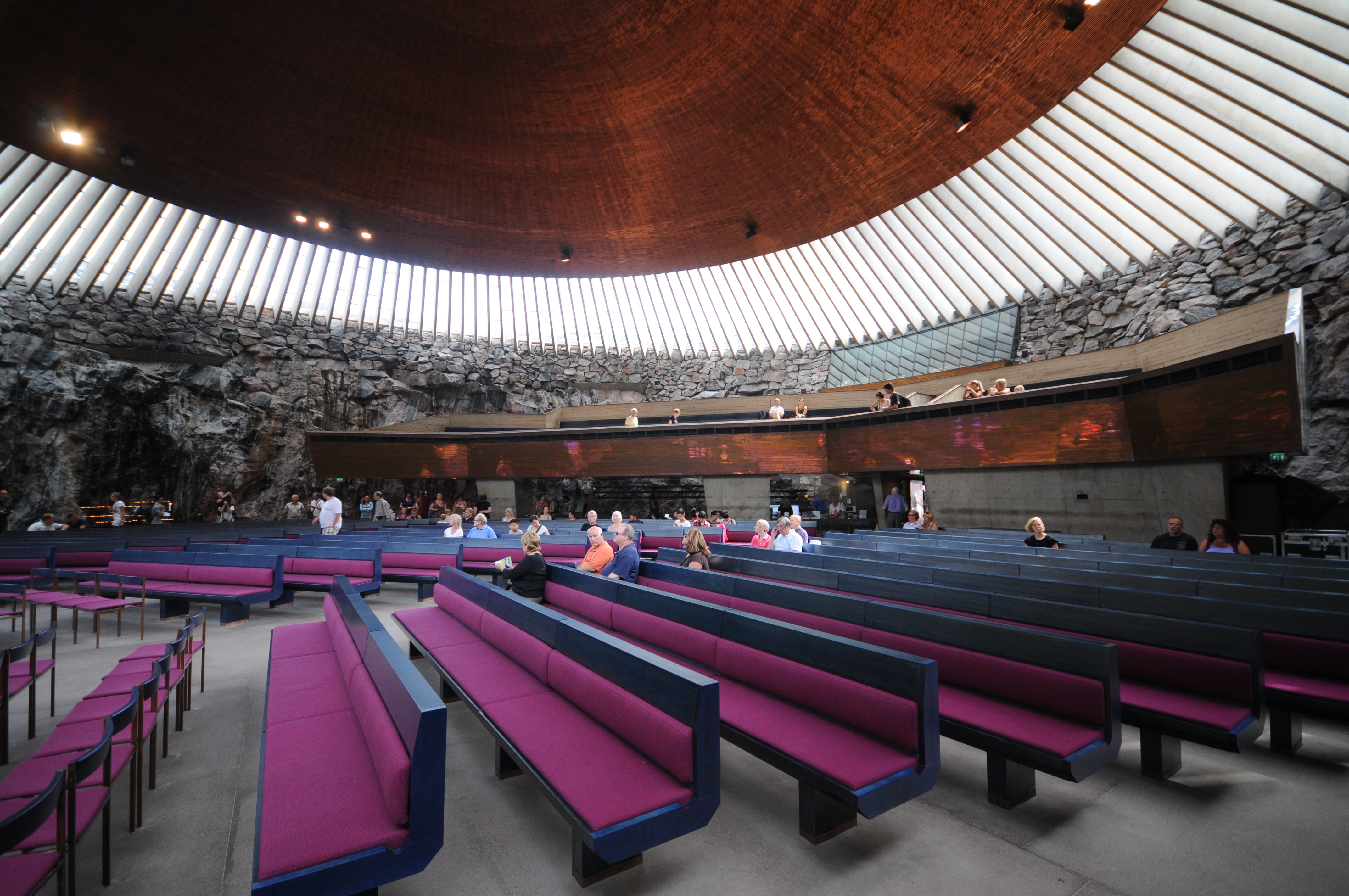
Temppeliaukio

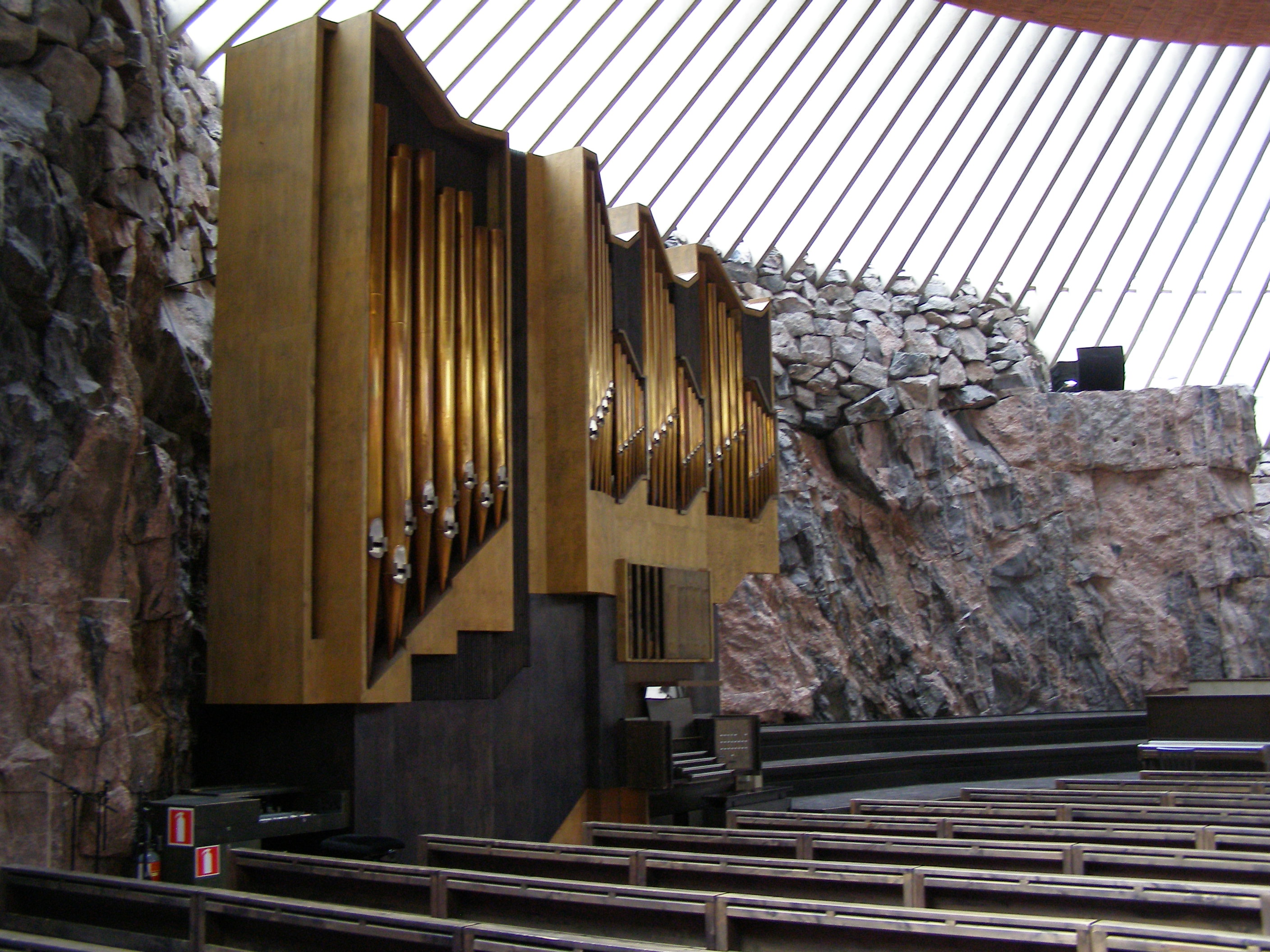
Temppeliaukio – interiér s varhanami

Temppeliaukio, finsky Temppeliaukion kirkko, je neobvyklý, moderní skalní kostel, vytesaný ve skále v helsinské čtvrti Töölö ve Finsku.
Stavba kostela, který projektovali architekti Timo Suomalainen a Tuomo Suomalainen, byla dokončena v roce 1969. Vlastní chrámová místnost je vytesána v žulové skále, která byla pomocí náloží roztříštěna a vyhloubena. Stěny, vysoké 5 až 8 metrů, tvoří jen nahrubo opracovaná žula. Prostor je uzavřen kopulovitou měděnou střechou se 180 okny, které do kostela vpouštějí denní světlo (celková výška je 13 metrů).
Mimo evangelických bohoslužeb se zde konají koncerty (místnost má vynikající akustiku).
Kostel je považován za jedinečný příklad architektonického expresionismu šedesátých let 20. století a je cílem mnoha turistů (kolem půl milionu návštěvníků ročně).
Tento kostel byl postaven na místě, kde měl původně stát kostel klasického provedení, jehož stavba byla přerušena v roce 1939 Zimní válkou. Tuto událost připomíná pamětní deska na vnější straně skály.

## Historie

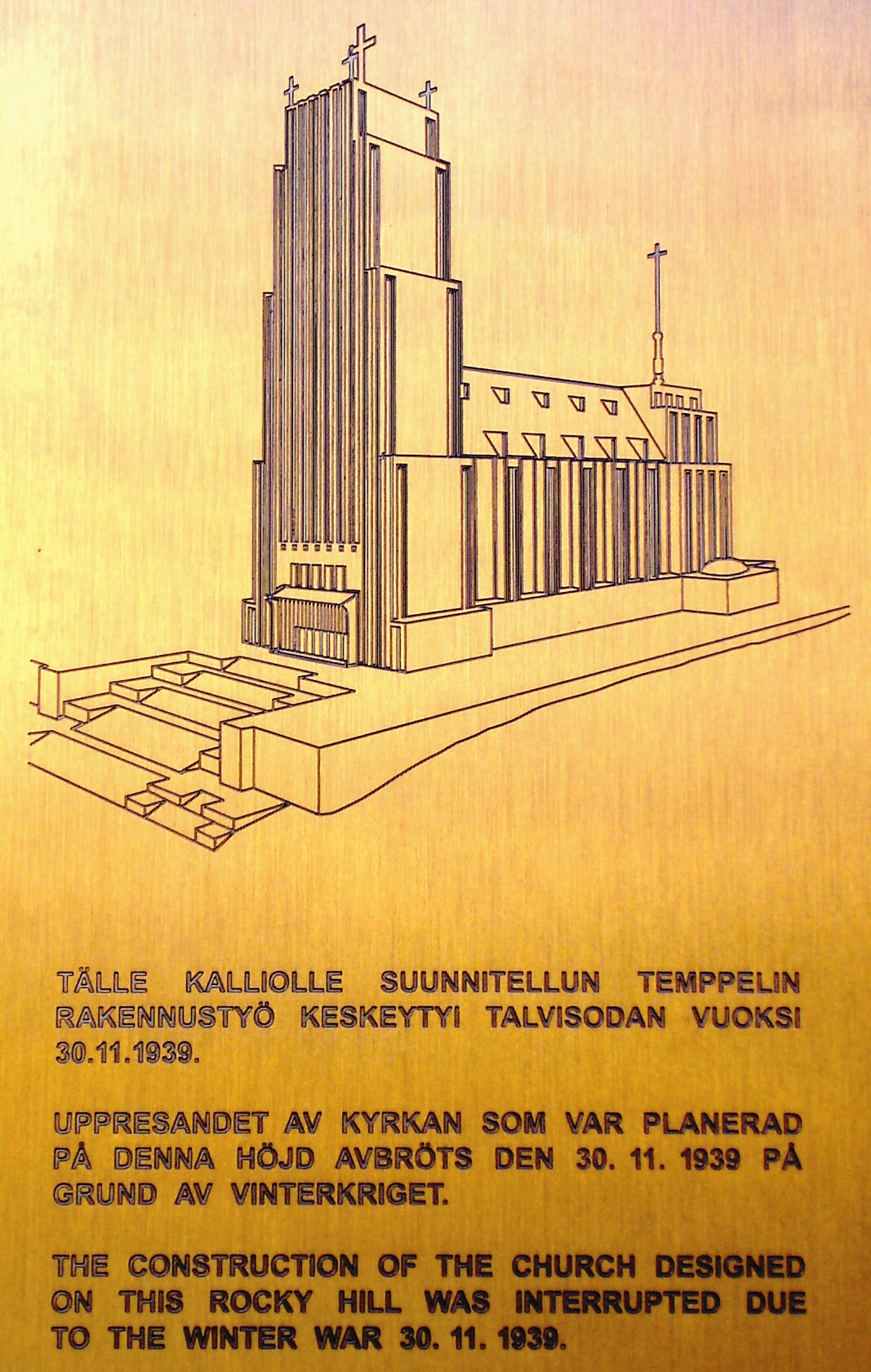
Pamětní deska na vnější stěně skály

### 1932–1933
V roce 1931 požádala farní rada města Helsinki o možnost výstavby kostela na skalnatém podloží v místě zvaném Aukioksi. Na tomto místě měl být postaven velký kostel nezávislé církve s názvem Töölön. V září 1932 byl schválen záměr výstavby kostela. Stavba měla být zahájena v roce 1933 podle vítězného projektu, jednoho z 57 podaných. První cena nebyla udělena. Dvě druhá místa obsadili se svými projekty architekti Kai a Dag Englund a projekt architekta Larse Björka. Architekti představili projekty pro výstavbu tradičního kostela s vysokou věží a kostelní lodí za ní. Třetí místo, v architektonické soutěži, bylo přiznáno architektům Hytönen Aarneovi a Risto-Veikko Luukkonenovi, kteří navrhli vysokou zeď prodlouženou v celé délce kostelní lodi.
Výsledek soutěže však neuspokojil požadavky architektury a tak dále probíhala diskuse se zástupci Helsinek a finskou asociací architektů.

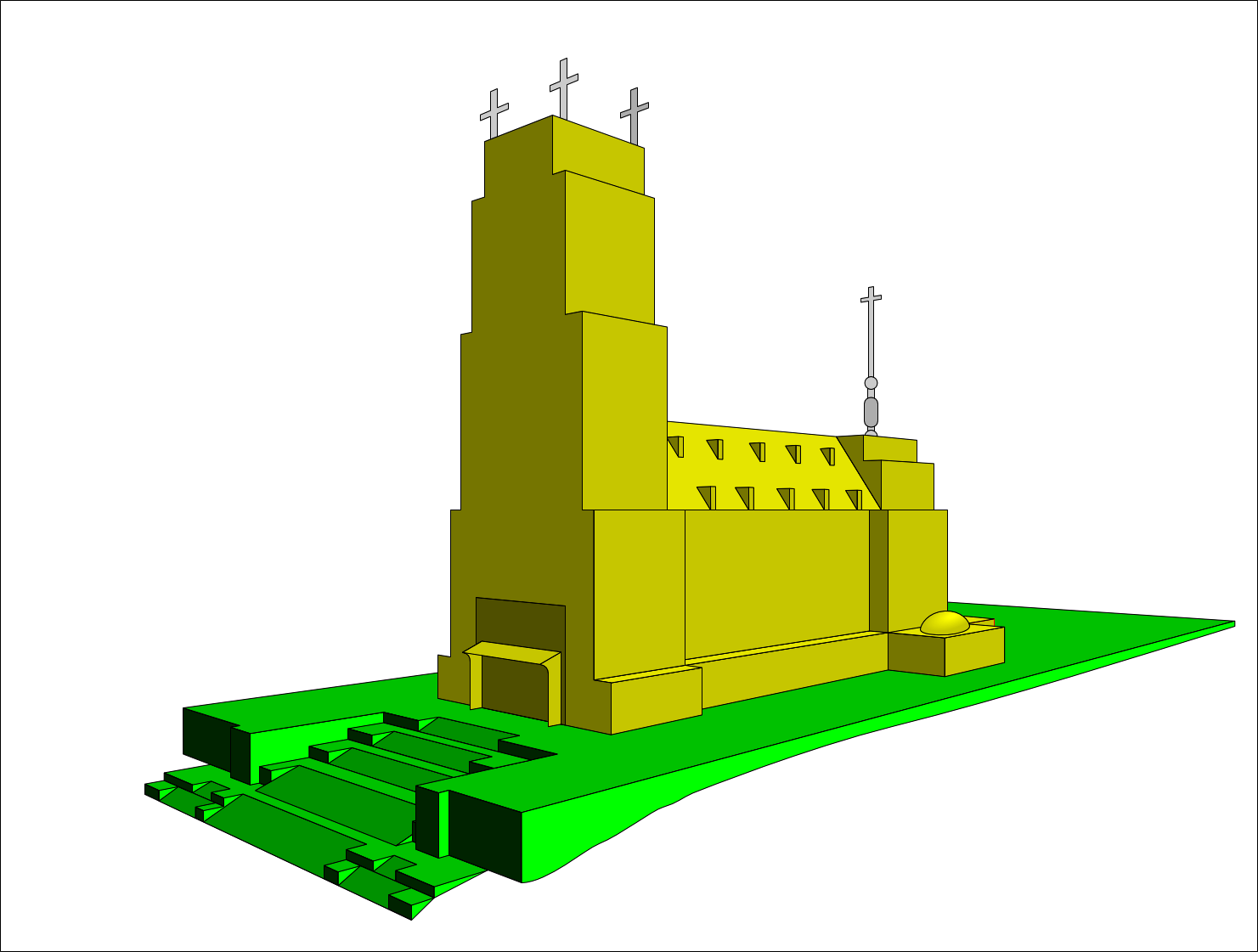
Model původního kostela 1939

### 1936
V květnu roku 1936 bylo vyhlášena nová soutěž, která skončila v září téhož roku a bylo podáno 23 návrhů. Opět nebyla udělena první cena. Na druhém místě byli oceněn architekt Martti Välikangas a dvojice architektů Toivo Aarne a Toivo Paatela. Na třetím místě se umístil návrh Johan Sigfrid Sirénina (1889–1961) s návrhem kostela ve stylu katedrály. I když se jeho projekt umístil až na třetím místě, nejlépe vyhovoval požadavkům církve a byl přijat k realizaci.
Stavba, ražení základů, začala v listopadu 1939, ale Zimní válka přerušila výstavbu po třech dnech. Po válce byly učiněny pokusy o dostavbu kostela ale bez úspěchu. Po válce se výrazně změnil architektonický styl nezávislé církve a v roce 1959 bylo definitivně rozhodnuto o ukončení stavby tohoto kostela podle projektu Johan Sigfrid Sirénina, který byl drahý a architektonicky již zastaralý.
Později byla na tomto místě umístěna pamětní deska s tímto textem:
- finsky: TÄLLE KALLIOLLE SUUNNITELLUN TEMPPELIN RAKENNUSTYÖ KESKEYTYI TALVISODAN VUOKSI 30.11.1939
- švédsky: UPPRESANDET AV KYRKAN SOM VAR PLANERAD PÅ DENNA HÖJD AVBRÖTS DEN 30. 11. 1939 PÅ GRUND AV VINTERKRIGET
- anglicky: THE CONSTRUCTION OF THE CHURCH DESIGNED ON THIS ROCKY HILL WAS INTERRUPTED DUE TO THE WINTER WAR 30. 11. 1939

### 1960–1961
Potřetí byla otevřená architektonická soutěž na výstavbu kostela vyhlášena 8. srpna 1960 s podáním návrhů do 15. ledna 1961. Jedním z požadavků bylo začlenění kostela do Temppeliaukio parku a velkoprostorová vize prostranství, kde měla být zachována i skála. V termínu bylo podáno 67 návrhů. Výsledky soutěže byly vyhlášeny 19. dubna 1961. Na rozdíl, od předchozích dvou soutěží, byl jednomyslně přijat návrh "skalního (kamenného) kostela", který navrhli architekti, bratři Timo a Tuomo z Finska. Vítězný návrh zachování skalnatého prostranství je možno popsat jako skalní hala zapuštěná doprostřed náměstí.
Druhé místo obsadil návrh architekta Eero Eerikäinena a studenta architektury Jukka Salokariho s návrhem "Sanctitas". Tento návrh vysoké církevní budovy měl být dominantou náměstí.
Třetím místem byl oceněn návrh "Zdi", jehož autorem byl Ahti Korhonen. Tento návrh byl v soutěži již podruhé.

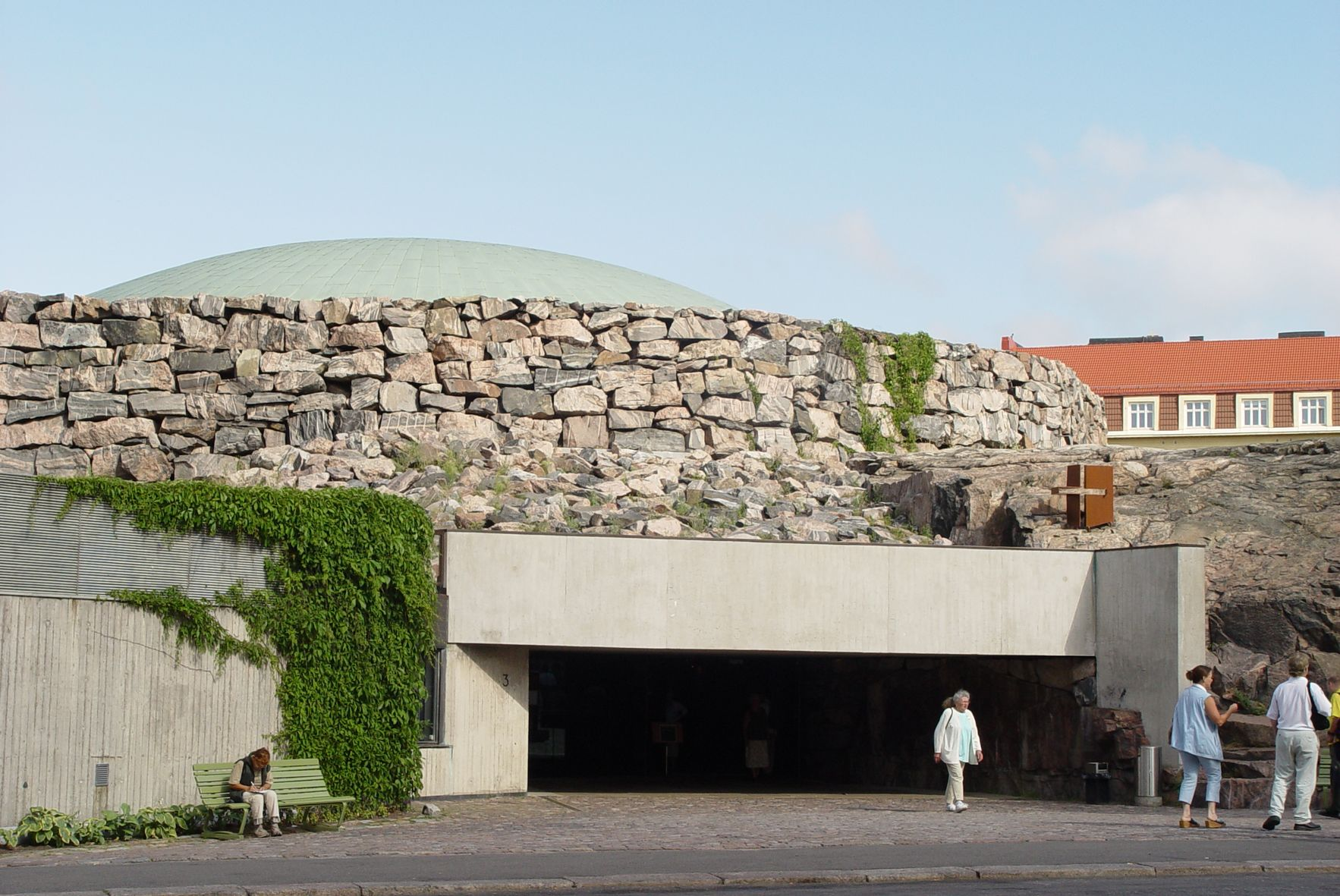
Vítězný návrh, současný stav

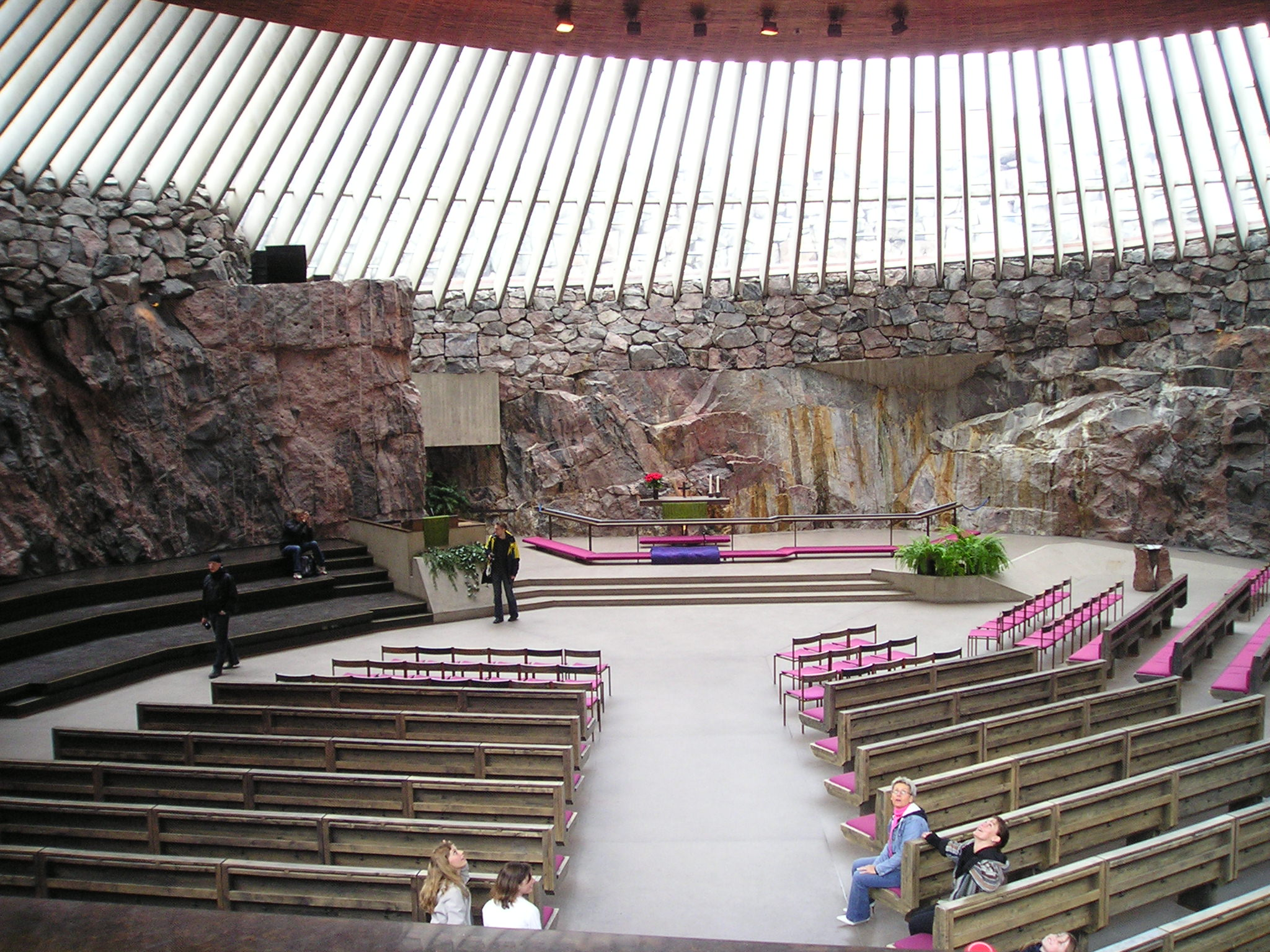
Interier, vlevo od oltáře pódium pro koncerty

## Vítězný návrh
Vítězný návrh bratrů Timo a Tuomo Suomalainenových byl jednomyslně přijat všemi členy poroty. Návrh skalního (kamenného) kostela byl porotou komentován takto:
'Návrh vychází z křivky terénu, stejně jako v minulosti, určenému pro stavbu kostela ale se zachováním původního rázu místa. Tím, že je kostel navržen jako nízký kruhový prostor, zapuštěný do terénu, je dosaženo dojmu, že linie skály plynule přechází do linie kostela a tvoří souvislou siluetu. Celkové řešení je citlivě přizpůsobeno původnímu terénu, vstup do prostor kostela je pod úrovní ulice a je tunelem spojen s kostelními prostory. Finský a Švédský styl je vzájemně propojen. Vnitřní uspořádání kostela je v zásadě správně vyřešeno, ale detailně rozčleněné, přitom návrh potřebuje některé úpravy. Například více přiblížit interiér potřebám církevního kostela, snížit objem potřebné těžby kamene a zkrátit vstupní tunelový prostor. Interiér kostela je velmi citlivý na osvětlení. Konstrukce prosvětlené střechy bude vyžadovat další technické řešení a návrh. Umístění zvonice nebude řešeno vyzvednutím nad terén.
S odkazem na stanovisko rady na přelomu let 1932–1933 hodnotící návrh neúspěšného účastnila soutěže Pauli E. Blomstedta … obě díla jsou si ekvivalentní, Blomstedtovo i plány bratrů Suomalainenových, kde hlavní roli hraje finský kámen, avšak v různém použití. P. E. Blomstedt chce použít kámen maximálně úsporně a s minimálními úpravami. Jeho plány a kresby jsou uchovány v muzeu. Umělecký dojem P. E. Blomstedtova projektu je v kontrastu s okolními budovami. Finští bratři naopak zdůrazňuje přírodní formu stavby ve skále se střešní kopulí – sakrální starověké struktury. Oba návrhy v tomto používají stejný prvek, chirurgicky přesný spirituismus. Dóm kostela (loď) jsou však zcela odlišné. Blomstedtův návrh je jednoduchý, tvořený matnými skleněnými dlaždicemi se zdůrazněním technického řešení, čistě přírodní antiteze. Stávající provedení bratrů je evidentně odlišné, prostor obepnutý skálou, ale s velkým volným prostorem, snažící se kombinovat vnější i vnitřní prostor jako svobodu i pocit bezpečí.
Těžba kamene při stavbě je u obou projektů zcela odlišná. P. E. Blomstedt těží kámen proto, aby mohl kostel postavit. Bratři Suomalainenovi těží kámen, aby uvolnili místo pro kostel, nízký výškou, ale v nejcennějším místě – uprostřed. Taktéž jejich cílem bylo vidět hotový skalní kostel.

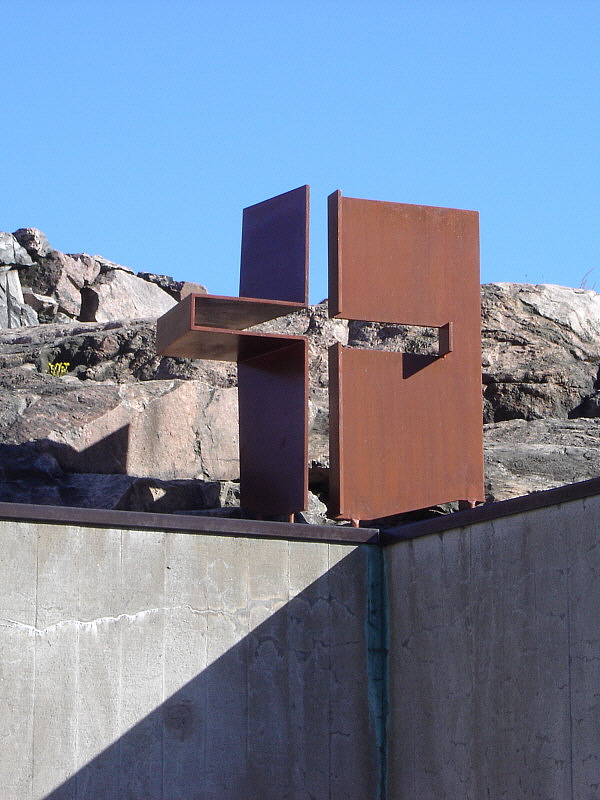
Stylizovaný kříž u vchodu do kostela, v pozadí skála, v níž je kostel vytesán

## Výstavba
Chrámové náměstí se v 60. letech se stalo střediskem názorových sporů o kostel, a to po celých devět let. Rázem po schválení vítězného projektu se vyrojilo mnoho kritických ohlasů, jak z řad církve, tak i hlasů upozorňující na špatnou investici. Stejný byl ale i počet příznivců projektu. Situace vedla k reformování projektu ze dvou třetin, avšak tvar a velikost haly zůstala nezměněna.
Jedním ze sporných bodů bylo použití betonu na vnitřní stěny nebo ponechání přírodního rázu vzniklého lomem kamene.
Pro řešení sporných bodů byla sestavena skupina odborníků z různých oborů. Na řešení akustiky prostoru se podílel Mauri Parjo, dirigent Paavo Berglund (specialista na akustiku hudebních sálů) i samotní bratři. Problémem byla akustika oblé kopule i samotných stěn. Bratři museli upravit strukturu kopule pro potřeby akustiky. Ohledně stěn, místo betonových bloků různé velikosti po obvodu byl ponechán lámaný kámen, který se ukázal pro akustiku jako vhodnější a zároveň vzhledově zajímavý. Před konečným rozhodnutím o provedení interiéru si nechal realizační výbor předložit stanoviska odborníků a schválil myšlenku skalní stěny.
Výstavba byla započata v únoru 1968. Práce šla dobře, i když stavba kostela stále vyvolávala smíšené pocity. Kamenný chrám byl slavnostně otevřen 28. září 1969 a pojmenován "Taivallahden kirkko". V roce 1971 byl přejmenován na dnešní název "Temppeliaukion kirkoksi" – kostel na Chrámovém náměstí.
Cena investice představovala 4 mil. finských marek, to je přibližně jako jedna základní škola v Helsinkách.

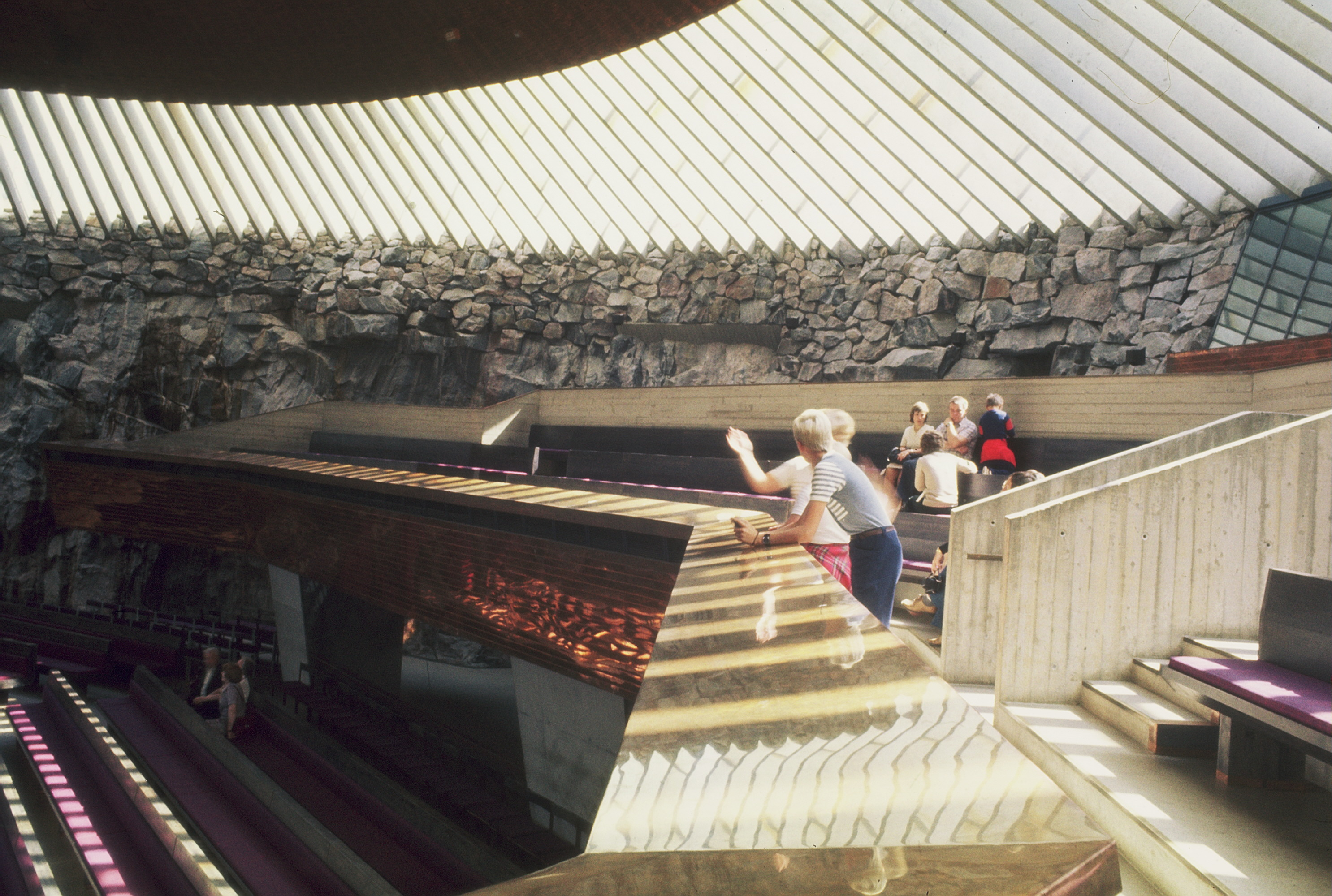
Galerie

## Vzhled a interiér
Místem, kde byl vyhlouben základní kámen, se vstupuje do tunelu, vedoucího v úrovni ulice do nitra skály. Volný prostor – oválný sál kostela – je osvětlen denním světlem. Skalní stěna je osvětlena různě širokými světelnými pruhy procházejícími skrz prosklenou plochu střechy. Prosklená plocha střechy je dělena na 180 různě dlouhých skleněných pruhů, vyvolávajících sakrální dojem. Vrchol kopule je podepřen stejným počtem železobetonových podpěr. Tvar kopule je propočítán tak, aby rozděloval množství dopadajícího světla podle významnosti osvětleného místa – nejvíce oltář s křížem – nejprestižnější místo, pak dóm se starými skalními trhlinami. Dóm a galerie jsou obloženy ohnutými měděnými pásy, na zemi je leštěný beton. Konstrukce galerie je ze železobetonu, stejně tak kazatelna, sakristie i technické zázemí.
Podle původního projektu jsou barvy interiéru složeny z odstínů žuly: červená, modrá a červená a šedá. Kříž, stojany pro svíce a křestní mísu vykoval umělec Kauko Moisio. Textilní dekorace navrhl Tellervo Strömmer. Mistr Veikko Virtanen vyrobil varhany s 43 hlasy a 3001 píšťalou a nesou jeho rukopis.
Celý dóm je schopen pojmout 940 lidí. Část sedadel je umístěna na galerii a má tři další důležité funkce. Galerie rozděluje kmitání zvukových vln a celkově zlepšuje akustiku, taktéž odděluje zvuky z chodby. Kromě toto zajišťuje galerie výměnu vzduchu v prostoru, přivádí čerstvý a odvádí vnitřní vlhký vzduch. Prosakující voda je odváděna kanály pod podlahou do odpadního potrubí. Na okraji, ve druhém patře, je umístěn farní sál, v němž může být ubytováno až 130 lidí.
Společně s církví je kostel využíván i k akcím, které nejsou náboženského charakteru. Pro svoji vynikající akustiku a ojedinělé prostředí se hodí k pořádání koncertů.
Chrám nemá klasické zvony, ale náhradní vyzvánění realizoval profesor Taneli Kuusiston pomocí pásů reproduktorů uložených ve vnější kamenné zdi kostela.

## Současnost
Skalní kostel v Helsinkách je vyhledávaným turistickým místem návštěvníků z celého světa. Ročně jej navštíví přes půl milionu lidí.
V roce 2004 se kostel na Chrámovém náměstí stal chráněnou budovu.